# Playgirl (filme)
Playgirl (bra Amantes por uma Noite) é um filme estadunidense de 1954, do gênero drama romântico-policial, dirigido por Joseph Pevney, com roteiro de Robert Blees e Ray Buffum.

## Sinopse
Jovem do interior chega a Nova York sonhando com a carreira de modelo e se hospeda com uma cantora de cabaré. Ao enfrentar as pressões e dificuldades da metrópole, ela pensa em aceitar a sugestão da cantora e se prostituir.